# یواس‌اس چارلستون (سی-۲۲)
یواس‌اس چارلستون (سی-۲۲) (به انگلیسی: USS Charleston (C-22)) یک کشتی بود که طول آن ۴۲۶ فوت ۶ اینچ (۱۳۰٫۰۰ متر) بود. این کشتی در سال ۱۹۰۴ ساخته شد.